# Cyathium

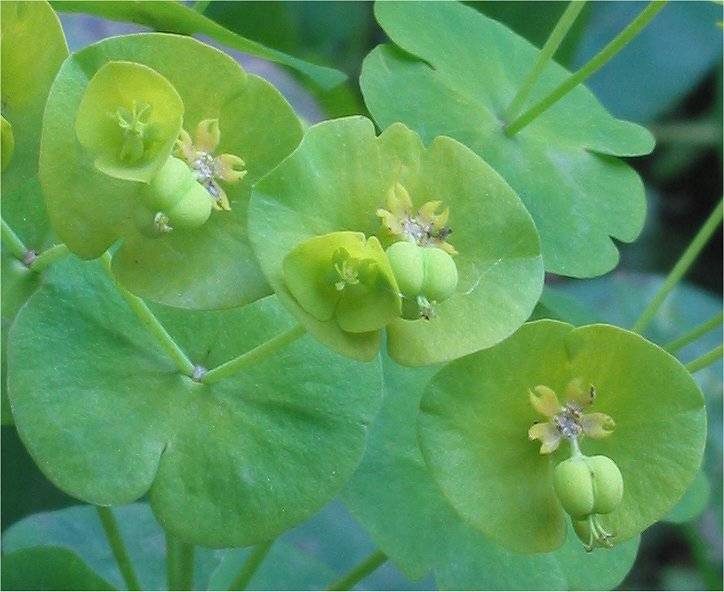
Cyathium bij amandelwolfsmelk

Een cyathium (meervoud:cyathia) is een schijnbloem, die omgeven is door schutbladen (involucrum). Een cyathium komt voor bij planten die tot het geslacht Wolfsmelk behoren en bestaat meestal uit een kopjesvormige bodem, gevormd door twee kelkbladen. Daarbinnen bevindt zich één vrouwelijke bloem, omringd door meerdere mannelijke bloemen die gereduceerd zijn tot één meeldraad. Een aantal, hoornvormige honingklieren omgeeft dit geheel. Bij de verschillende Euphorbia-soorten komen variaties hierop voor.

Lengtedoorsnede van het cyathium van Euphorbia sp.
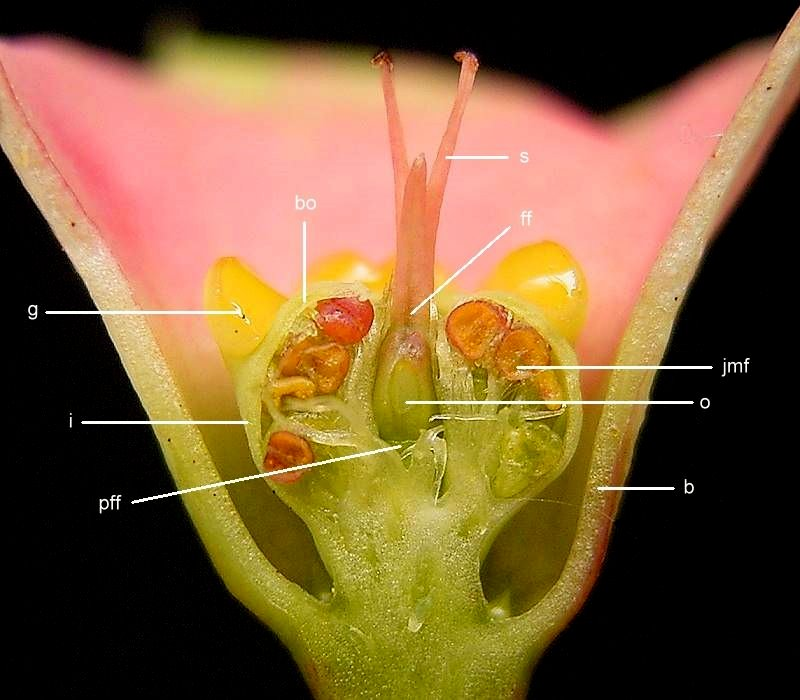
Christusdoorn (Euphorbia milii) b= Kelkblad, i=  Involucrum, g= Honingklier, bo= Top van de bracteool, jmf= Onrijpe mannelijke bloem, ff= Vrouwelijke bloem, o= Vruchtbeginsel, s= Stempel, pff= Steel van de vrouwelijke bloem.
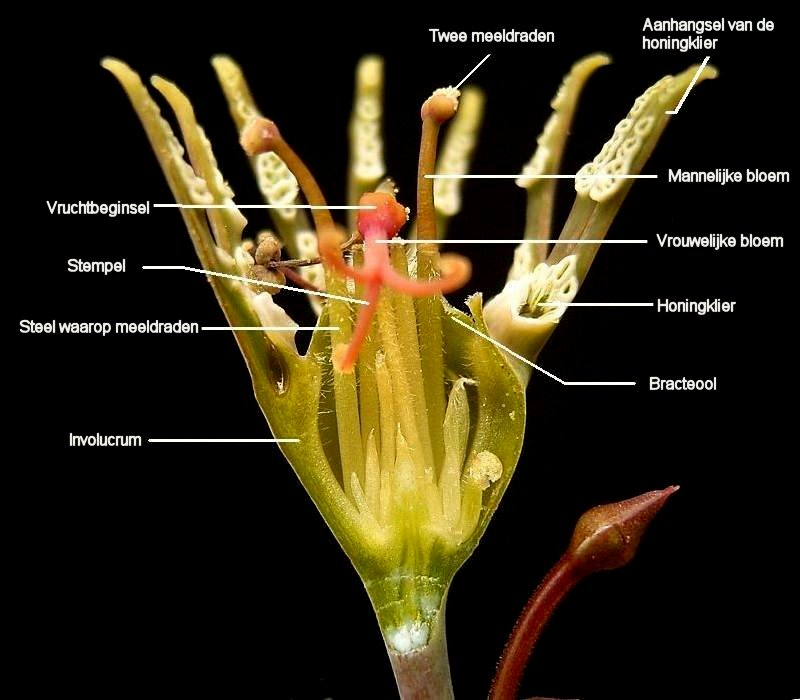
Euphorbia tridentata